# Rimsko gomilno grobišče v Brengovi
Rimsko gomilno grobišče v Brengovi je eno pomembnejših kulturnih spomenikov rimske civilizacije v Slovenskih goricah.
Na grobišču se nahaja 15 gomil iz rimske dobe, ki so v večini dobro ohranjene, nekaj so jih na začetku dvajsetega stoletja odkopali, zaradi kamenja, ki so ga uporabili pri gradnji hiš. V 50. letih prejšnjega stoletja je začel načrtno in strokovno raziskovati gomile domačin amaterski arheolog Vlado Lorber skupaj z arheologom Stankom Pahičem, s katerim sta o najdbah poročala v Arheološkem vestniku, najdeni predmeti pa so shranjeni v Pokrajinskem muzeju Maribor.
V začetku tega stoletja se je občinska uprava v Cerkvenjaku odločila da uredi na področju gomilnega grobišča Arheološki park. S pomočjo arheologa konzervatorja Ivana Tuška iz Zavoda za varstvo narave in kulturne dediščine Slovenije so leta 2004 opravili arheološka zaščitna izkopavanja na gomili št. XIV. V njej je bila odkrita kamnita grobnica iz slovenjegoriškega peščenca, v kateri je bila debela plast žganine, sežgane človeške kosti ter rimske keramične posode. Leta 2008 so pričeli aheološko saniranje na poškodovani gomili št. XII s premerom 8 m in višino 0,5 m. Ob robu gomile tik pod površjem je bila močno poškodovana kamnita pepelnica, v njej in okoli nje je bila najdena plast žganine s sežganimi kostmi in odlomki rimskih posod: žare s pokrovom, trinožnika, skodelic, vrča in čaš tankih sten. Obe gomili sta prezentirani z grobnimi najdbami.